# Molophilus exeches
Molophilus exeches är en tvåvingeart som beskrevs av Alexander 1965. Molophilus exeches ingår i släktet Molophilus och familjen småharkrankar.
Artens utbredningsområde är Madagaskar. Inga underarter finns listade i Catalogue of Life.